# 刘仁 (1909年)
刘仁（1909年—1973年），原名段永鹬，男，土家族。四川酉阳人，中国政治人物。

## 生平
1927年加入中国共产党，曾在内蒙古、张家口、北平等地从事秘密工作。1935年被派往苏联学习。1937年回国后，担任中共晋察冀中央分局秘书长、城市工作委员会书记和城工部部长，是北京地下党的主要负责人。
中华人民共和国成立后，曾任中共北京市委第二书记。1968年1月被打成“反革命敌特分子”，关进秦城监狱，整整五年不许家人探望，在狱中戴了五年的手铐。1973年因肺结核病逝于北京市第六医院专门的监护病房。